# Cistecefal
Cistecefal (Cistecephalus) – rodzaj dicynodonta żyjącego w górnym permie (260–251 milionów lat temu) na terenie obecnej południowej Afryki (Karru w Południowej Afryce oraz Zambia). Jego szczątki odkryto również w Indiach. Fakt ten wskazuje na to, że zwierzę było szeroko rozpowszechnione na obszarze Pangei. Z formacji Kawinga (Tanzania) znane są szczątki zwierzęcia z rodzaju Kawingasaurus, zapewne blisko spokrewnionego z cistecefalem i żyjącego w tym samym czasie.
Szczątki cistecefali z terenu Karru dały nazwę „warstwie cistecefali”, bogatej w szczątki późnopermskich zwierząt.
Długość ciała cistecefala wynosiła około 33 centymetrów. Pewne cechy anatomiczne tego dicynodonta wskazują na to, że najprawdopodobniej było to zwierzę ryjące. Jego głowa była płaska i klinowata. Korpus był krótki, a mocne kończyny przednie przypominały budową łapy dzisiejszych kretów. Uważa się w związku z tym, że cistecefal mógł spędzać sporą część czasu pod ziemią. Najprawdopodobniej żywił się owadami oraz kłączami paproci i skrzypów. Sam mógł padać łupem drapieżników pokroju Lycaenops.
Cistecephalus jest jednym z pierwszych rodzajów dicynodontów opisanych przez Richarda Owena (1876)